# Cedar Rapids (Iowa)
Cedar Rapids település az Amerikai Egyesült Államok Iowa államában, Linn megyében, melynek megyeszékhelye is. Lakosainak száma 137 710 fő (2020. április 1.).

## Népesség
A település népességének változása:

| 2010 | 126 326 |
| 2020 | 137 710 |